# USS Chicago (SSN-721)
| «Чикаго»                   | «Чикаго»                                              | «Чикаго»                                              |
| -------------------------- | ----------------------------------------------------- | ----------------------------------------------------- |
| USS Chicago (SSN-721)      |                                                       |                                                       |
|                            |                                                       |                                                       |
|                            |                                                       |                                                       |
| Спуск на воду              | 13 жовтня 1984 року                                   | 13 жовтня 1984 року                                   |
| Сучасний статус            | На службі                                             | На службі                                             |
| Проєкт                     |                                                       |                                                       |
| Тип ПЧ                     | USS                                                   | USS                                                   |
| Основні характеристики     |                                                       |                                                       |
| Швидкість (надводна)       | 17 вузлів                                             | 17 вузлів                                             |
| Швидкість (підводна)       | 30 вузлів                                             | 30 вузлів                                             |
| Робоча глибина занурення   | 400 метрів                                            | 400 метрів                                            |
| Екіпаж                     | 12 офіцерів, 98 матросів                              | 12 офіцерів, 98 матросів                              |
| Розміри                    |                                                       |                                                       |
| Довжина найбільша (по КВЛ) | 110 метрів                                            | 110 метрів                                            |
| Ширина корпусу найб.       | 10 метрів                                             | 10 метрів                                             |
| Середня осадка (по КВЛ)    | 9,4 метрів                                            | 9,4 метрів                                            |
| Водотоннажність надводна   | 5759 тонн                                             | 5759 тонн                                             |
| Озброєння                  |                                                       |                                                       |
| Торпедно- мінне озброєння  | 4 носових TA калібру 533 мм, 26 торпед або мін        | 4 носових TA калібру 533 мм, 26 торпед або мін        |
| Ракетне озброєння          | до 12 ПКР Harpoon або Tomahawk в вертикальних шахтах. | до 12 ПКР Harpoon або Tomahawk в вертикальних шахтах. |

«Чикаго» (англ. USS Chicago (SSN-721)) — багатоцільовий атомний підводний човен, є 34-тим в серії з 62 підводних човнів типу «Лос-Анджелес», побудованих для ВМС США. Він став четвертим кораблем ВМС США, названим на честь міста Чикаго, штат Іллінойс. Призначений для боротьби з підводними човнами і надводними кораблями противника, а також для ведення розвідувальних дій, спеціальних операцій, перекидання спецпідрозділів, нанесення ударів, мінування, пошуково-рятувальних операцій.

## Будівництво і введення в експлуатацію

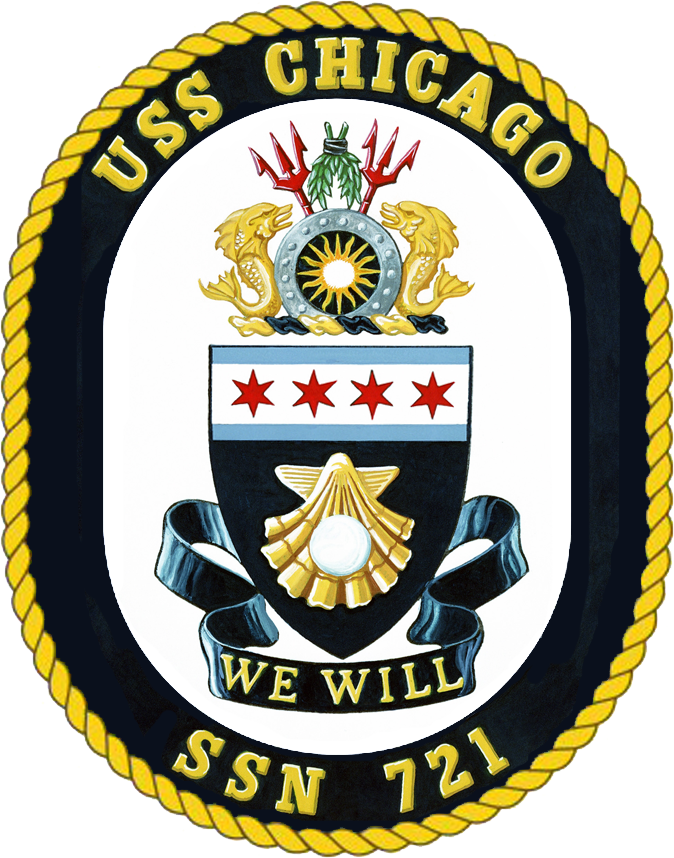
Емблема корабля

Контракт на будівництво 13 серпня 1981 був присуджений компанії Newport News Shipbuilding and Dry Dock Company (Ньюпорт-Ньюс, штат Віргінія). Закладка кіля відбулася 5 січня 1983 року. Спущений на воду 13 жовтня 1984 року. Хрещеною матір'ю стала місіс Вікі Анн Пейслі. Введений в експлуатацію 27 вересня 1986 року на військово-морській базі Норфолк. Порт приписки Сан-Дієго, штат Каліфорнія. З 20 червня 1997 року порт приписки Перл-Гарбор, Гаваї. З 19 квітня 2012 року порт приписки військово-морська база Апра, Гуам. З 28 вересня 2017 року порт приписки Перл-Гарбор, Гаваї.

## Служба

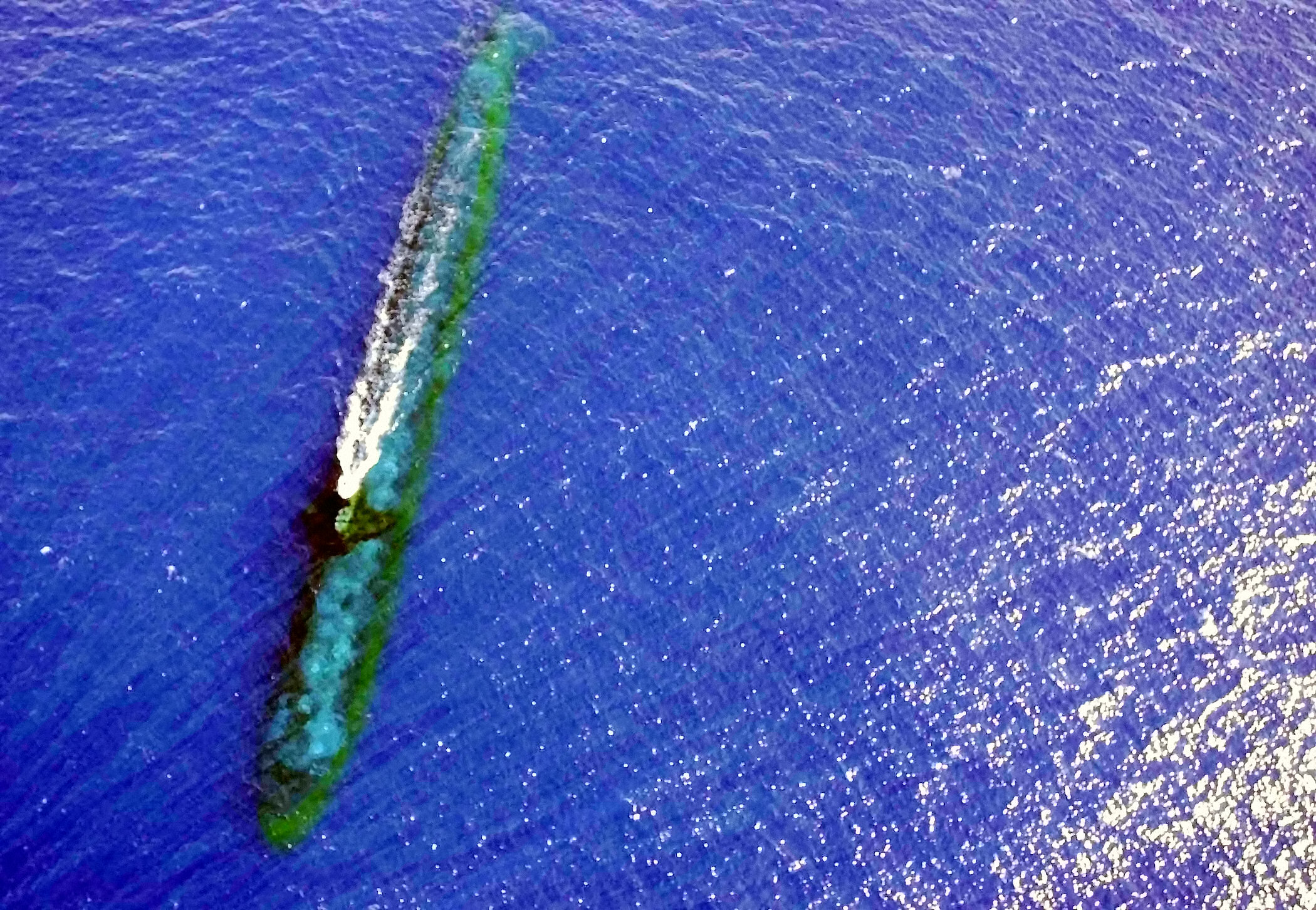
Біля Малайзії. 2001 рік.

24 березня 1989 року покинув порт приписки Сан-Дієго для свого першого розгортання в західній частині Тихого океану, з якого повернувся 23 вересня. У 1991 році брав участь в операції «Буря в пустелі», виконав 32-денний патрулювання в Червоному морі з ракетами «Томагавк» на борту. У 1992 році брав участь у святкуванні 50-річчя битви в Кораловому морі. У 1995 році діяв в Перській затоці в складі авіаносної ударної групи на чолі з USS Independence (CV-62). Виконав захід у Бахрейн. На початку 1996 року з човна був успішно проведений випробувальний запуск повітряно-розвідувальний безпілотника RQ-1 Predator . Безпілотник досяг висоти 6000 метрів. З 11 по 22 листопада 2002 року брав участь в ANNUALEX 14G, великому двосторонньому навчанні в водах Японії. Влітку 2005 року човен випробував віртуальний перископ — систему, яка дозволяла зануреним підводним човнам спостерігати поверхню над ними без необхідності заходити на меншу глибину, як цього вимагають традиційні перископи. В липні 2006 взяв участь в міжнародному навчанні «RIMPAC 2006». 27 червня 2007 корабель здійснив плановий візит в Йокосука, Японія. Човен планується вивести з експлуатації у 2024 році.